# 太永浩
太 永浩（テ・ヨンホ、朝鮮語: 태영호、英語: Thae Yong-Ho、1962年7月25日または1964年6月24日 - ）は、北朝鮮の元外交官で韓国の政治家。
北朝鮮の外交官としてロンドンにある在イギリス大使館に公使として在任中の2016年7月にイギリスを出国し、8月に脱北者として韓国に亡命した。12月に住民登録を済ませて韓国の国民となった。2020年4月に未来統合党から立候補して韓国の国会議員に当選。妻オ・ヘソンは、北朝鮮の国防委員会第1委員長を務めた呉白龍（オ・ベンニョン）と同じ家門である。2人の息子と1人の娘がいる。

## 経歴
平壌出身。高等中学校在学中に中国に渡り、英語と中国語を学んだ。当時、彼と学業をともにした学友には、呉振宇（オ・ジヌ）前人民武力部長、許錟（ホ・ダム）前朝鮮労働党対南担当秘書などの高位幹部の子息たちがいた。
中国から帰ってきた後、5年制の平壌外国語大学を卒業して、外務部8局に配置された。入省するやただちに金正日朝鮮労働党中央委員会総書記の専属通訳候補としてデンマーク語第1号の養成通訳官に選抜され、デンマークへ留学した。
1993年から在デンマーク大使館書記官として活動していたが、1990年代末に在デンマーク大使館が撤退すると、在スウェーデン大使館へ移動した。スウェーデン生活は短く、すぐに帰国してEU担当課長を経て、在イギリス大使館に派遣され、10年ほど勤務していた。
国際外交の舞台に初めて名前をあげたのは、彼が40歳の2001年にベルギーのブリュッセルで開かれた、北朝鮮と欧州連合（EU）の人権対話時の代表団団長として出てからである。この時の彼のポジションは、西ヨーロッパ局（外務省8局）でEUを担当する課長兼欧州局長代理であった。
ヨーロッパとロンドンなどで、北朝鮮の象徴体制と金日成・金正日偶像化を宣伝するなど、北朝鮮の広報に積極的に先頭に立った。
2015年5月、金正恩の実兄である金正哲が、ギタリストのエリック・クラプトンのロンドン公演会場を訪れた時、同行した。

## 脱北と韓国への亡命
イギリス駐在公使であった2016年8月17日に、韓国入りし亡命した事が確認された。公使は大使に次ぐ序列で、脱北した外交官の中では最高位級である。脱北前まではイギリス駐在の北朝鮮大使館公使で、当時の玄鶴峰大使に次ぐ駐英北朝鮮大使館内で序列2位だった。1996年に脱北したザンビア駐在の北朝鮮大使館書記官だったヒョン・ソンイルとともに北朝鮮外務省でも有数のヨーロッパの専門家である。また、大使館内の朝鮮労働党の責任者である「細胞秘書（書記）」で、外交官とその家族の思想教育業務まで管轄した。イギリスのメディアによると、太永浩の亡命には、イギリスやアメリカ合衆国の諜報機関が深く関わっており、イギリスからドイツのアメリカ空軍ラムシュタイン空軍基地を経由して、韓国へ亡命したことが知られている。
2016年12月23日から調査期間が終り、正式に韓国での社会活動を始めた。2016年12月韓国与野党の国防委議員との会見で、北朝鮮の継続的な身辺の脅威にもかかわらず、朝鮮半島の統一のために、対外活動を積極的に展開することを明らかにした。
これと関連して、北朝鮮から、自分のことを資金横領などの犯罪を犯して処罰を恐れて逃走したと非難していることは全く事実ではなく、自分の亡命に北朝鮮側がそのような話をすることに備えて、あらかじめ大使館内の資金の状況を文書にまとめ、それを写真に撮影しておいたと述べた。
12月23日、最初の公式日程として、国会情報委員会に出席した彼は、朴槿恵政権批判デモ（キャンドル集会）について、韓国の民主主義が保障されていることを感じたという。また、崔順実ゲート事件に関連した政治的混乱にもかかわらず、国家システムが正常に機能していることと、国会聴聞会というものが存在するという事実に、衝撃を受けたという。
2017年から、国家情報院傘下の研究機関である国家安全保障戦略研究院所属で活動していることが知られている。また、同年訪米。11月1日、アメリカ合衆国下院、外交委員会の公聴会に出席。北朝鮮の体制などに関して証言を行った。
2020年2月27日、未来統合党は同年4月の第21代総選挙に太永浩がソウル・江南甲区から、北朝鮮の住民を救うという意味で住民登録名の「太救民」（テ・グミン）として立候補することを発表した。なお、北朝鮮の宣伝媒体「メアリ」は立候補した太永浩を、酷い言葉を使って強く批判した。与党共に民主党候補の金星坤と議席を争い、選挙戦中「皆さんの一票は、金正恩の核兵器よりも力がある」と訴え、支持者からは「韓国を守ることができる人だ」との声が上がった。
4月15日の選挙の結果、金星坤を大きく引き離す得票を得て国会議員に当選。脱北者が比例代表で当選した事例はあるが、小選挙区で当選したのは太がはじめてだった。
2023年3月8日、国民の力の最高委員に選出された。同年5月10日、「済州島四・三事件は北の金日成主席が指示した」との発言や2024年の総選挙での党公認に対する大統領室の介入の憶測を呼んだ音声記録問題などの責任を取り、党最高委員を辞任した。
2023年12月、翌年の第22代総選挙に従来の江南区甲選挙区ではなく、586世代の鄭清来議員が選出された麻浦区乙選挙区から出馬することを示唆した。結局は九老区乙選挙区から出馬することとなったが落選した。
2024年7月22日、韓国の南北統一政策に関する大統領諮問機関である民主平和統一諮問会議の事務処長に就任した。脱北者出身の政治家が韓国の次官級に任命されたことは太永浩が初めてである。

## 特記事項
- 脱北前、英国在住の韓国僑民との接触も気にせずに親しく過ごしたという。そのためもあってかインタビューを詳しく聞いてみると、北朝鮮特有のアクセントよりも、ソウルの言葉に近い言い方をする。
- 金正日の死亡時に、イギリス駐在の北朝鮮大使館に脱北者たちが乱入、「金正日国防委員長の死亡をお祝申し上げる」という配布資料と、金正日の遺影を大使館の建物に取り付け、万歳を唱える行事を行ったことがあった。この過程で、明らかに「大使館職員」と見える一人の男が配布資料を取り外しながらよりによって金正日の写真を破り裂き、丸めて処理する場面が捉えられたが、この人物は、ムン・ミョンシン2等書記官であった。この事件が問題になって、北朝鮮大使館内では連日深刻な会議があったが、テ公使の強い善処主張で、生き伸びたという証言がある。
- 北朝鮮の体制を「共産主義の理念に以前の李氏朝鮮の性理学を組み合わせた封建社会、奴隷社会のような体制」と酷評した[25]。
- 当初、父は金日成パルチザン出身の太炳烈（テ・ビョンリョル、태병렬）大将[1]で兄は太炯哲（テ・ヒョンチョル、태형철）との報道がなされていた[1]が、最終的に血縁関係はないことが明らかとなった[26]。
- 彼の妻の呉恵善は、北朝鮮軍総参謀部副総参謀長呉琴鉄の娘であり、叔父には海軍政治員呉鉄山がいる。呉琴鉄は、金日成パルチザンの同志であり、労働党軍事部長を務めた呉白龍の息子である。北朝鮮版聖骨である「抗日パルチザン家門」が脱北して入国したのは、この事件が初めてである。呉恵善は対外貿易・外資誘致・経済特区の業務を担当している対外経済省で英語の通訳を担当しており、香港勤務を経てロンドンに来たという。これに対して太永浩本人も、自分はパルチザン家門出身ではないが、妻はパルチザン家門出身であると正式に認めている。
- 北朝鮮外交官と海外駐在員の脱北事例は以前から何回もあり、1997年には張承吉駐エジプト大使が夫人・兄とともに脱北、米国に亡命することもあった。
- 太永浩亡命のニュースが伝えられてから数日も経たないうちに、ヨーロッパで北朝鮮の資金を管理していた幹部が、2ヶ月前の2016年6月に4千億ウォンを持って潜伏したというニュースが報道された。これに対して、太永浩にも迅速に見つけるよう圧迫が入ってきたため、最終的に耐えることができずに脱北したという話も出ている。
- 前人民武力部長・玄永哲大将の粛清理由についても直接言及した。高位層の人たちへの政権の監視・盗聴が日常化されている状況で、自宅での誤った発言が発覚して処刑されたという[27]。
- 元労働党秘書の黄長燁が1997年に越南した後、彼が作った主体思想研究所は一人も残さずに処刑され、丸ごとなくなったことを知っていると言った[25]。
- 英国大使館勤務時、党から韓国の携帯電話を警戒してサムスンの携帯電話の使用禁止令が出たが、平壌では韓国産携帯電話にはLGもあることを知らずLGの携帯電話を使用したという。
- 中央日報とのインタビューの中で、最も好きな韓国酒が焼酎チャミスルと明らかにした。亡命初期の心をなだめるために多く飲んでいたが、妻の引き止めと北朝鮮政権が崩れるのを見られずに死ぬのかと言う心配で、最近はお酒を減らした。
- 2017年1月25日、ソウル外信記者クラブで開いた記者会見で「金正恩の時代は確実に終わる」と発言。背景の一つとして「韓国ドラマを見て捕まっても、2千ドル（約23万円）払えば釈放される」など外部情報の流入を指摘した[28]。
- 2020年の総選挙出馬当時、金鍾仁は太の江南甲選挙区での公認を「国家的な恥」と発言したため、沈在哲院内代表から「非常に不適切な発言」と批判され、太本人からも謝罪を要求された[29]。
- 政治評論家の邊熙宰は2020年の太の総選挙出馬当時、太が保守系政党から出馬することに反対する意を表明した上、太の過去の経歴に不透明な点が多く、文在寅と金正恩の操縦の下で出馬したと主張した[30]。
- 脱北の際にイギリス首相のテレサ・メイの助けを受けた。2020年に訪韓したメイと再会した時、韓国の国会議員になった太は謝意を表明し、メイも「韓国で会えて嬉しい」と言った[31]。

## 学歴
- 1980年～1984年：平壌国際関係大学
- 1984年～1988年：北京外国語大学英文学部[3]
- 北京外国語大学英語文学学士[4]

## 著書
- 『3階書記室の暗号　太永浩の証言』（ハングル: 3층 서기실의 암호; ハンチャ: 3層書記室의 暗號）、2018年5月[32]
  - 『北朝鮮外交秘録　三階書記室の暗号』鐸木昌之監訳／李柳真・黒河星子訳、文藝春秋、2019年6月
- 『太永浩のソウル生活』（ハングル: 태영호의 서울생활; ハンチャ: 太永浩의 서울生活）、2020年、ISBN 9788965236061。